# قله کرسارگه
قله کرسارگه با ارتفاع ۱۲٬۶۲۰-فوت (۳٬۸۴۷-متر) کوهی واقع در کمتر از دو مایلی شرق تاج رشته کوه سیرا نوادا، در شهرستان اینیو در شمال کالیفرنیا است.
اولین صعود قله در سال ۱۹۲۵ توسط نورمن کلاید انجام شد که ۱۳۰ صعود اولیه را به خود اختصاص داده‌است که بیشتر آنها در سیرا نوادا بوده‌است.